# Östanbäcks kloster
Östanbäcks kloster är ett munkkloster inom Svenska kyrkan för Heliga korsets brödraskap, beläget i norra delen av Kila församling (Kila socken), väster om Sala i Västmanland.

## Bildandet, klostrets roll i Svenska kyrkan
Heliga korsets brödraskap tillkom i Västerås stift och kan sägas ha en startpunkt den 14 februari 1960 när fyra teologistuderande avlade löften för brödraskapet. Sedan reformationen hade klostertanken saknats inom Svenska kyrkan. Brödraskapet bildades därför med Västeråsbiskopen John Cullbergs goda minne men utan någon särskild sanktion från Svenska kyrkans sida. Brödernas löften avlades inför föreståndaren för Rättviks stiftsgård, stiftsadjunkt Nils-Hugo Ahlstedt.
Först 1990 skulle biskopsmötet uttala sitt stöd för den klosterrörelse som under 1900-talet växt fram inom Svenska kyrkan, även om indirekt stöd fanns genom att biskop emeritus Bengt Sundkler förordnats som klostrets visitator, först av biskopen i Västerås och sedan av ärkebiskopen. 
Kommunitetsbildning med egendomsgemenskap skedde 1965 i Västerås-Barkarö gamla prästgård och i fem års tid levde kommuniteten som en del av församlingen. År 1970 kunde stiftelsen Heliga korsets brödraskap köpa en fastighet i Östanbäck, dit kommuniteten flyttade.

## Klosterregel
Brödraskapet tog sin utgångspunkt i anglikansk och franciskansk tradition, men utvecklades sedan i en benediktinsk riktning påverkad av Andra Vatikankonciliets tankar. Idag lever munkarna enligt tidegärden och följer Benedikts regel. Benediktinorden består av oberoende kloster, och som fader för ett sådant inbjuds även det lutherska Östanbäcks abbot till de romersk-katolska abbotskongresser som hålls i Rom, dock med status som observatörsmedlem.

## Klostret
Huvudbyggnaden på klosterområdet uppfördes som skola 1876. När den togs över av brödraskapet bedrevs madrassfabrik i lokalerna och under renoveringsarbetet bodde bröderna i stället i en sidobyggnad på fastigheten. Klosterbyggnaden, med kapell, brödernas celler och kök, togs i bruk 1972 men färdigställdes först senare och invigningen skedde den 20 juli 1975.
Klostret tar emot gästboende i sitt gästhem och på området finns en ljusverkstad där bröderna tillverkar stearinljus. Klostrets ledare fram till år 2015 var Caesarius Cavallin. Biskop Bertil Gärtner var fram till sin död 2009 klostrets visitatorsbiskop.

## Enhetens kyrka
Enhetens kyrka vid klostret öppnades den 20 juli 2012 med invigning av altaret och ambonen. Närvarande var bland andra biskop Biörn Fjärstedt, Svenska kyrkan, och biskop Anders Arborelius, katolska kyrkan.  Invigningsgudstjänsten hölls 29 juli samma år, ledd av den tyske benediktinabboten Notker Wolf. Ikonerna i kyrkans kor och absid är gåvor från Konungens Jubileumsfond[källa behövs]. De invigdes av biskop Mikael Mogren.

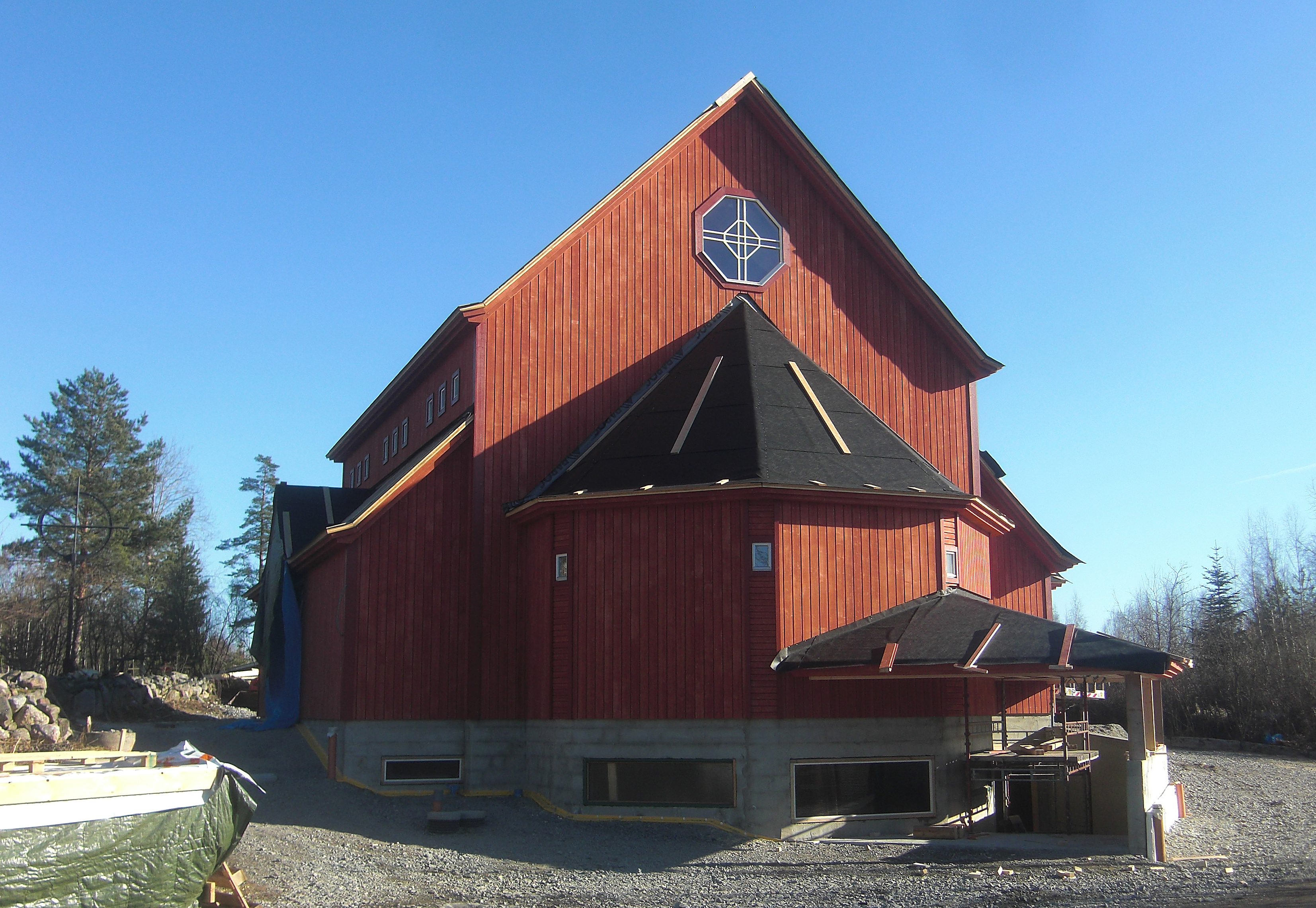
Kyrkan under byggnad 2012.
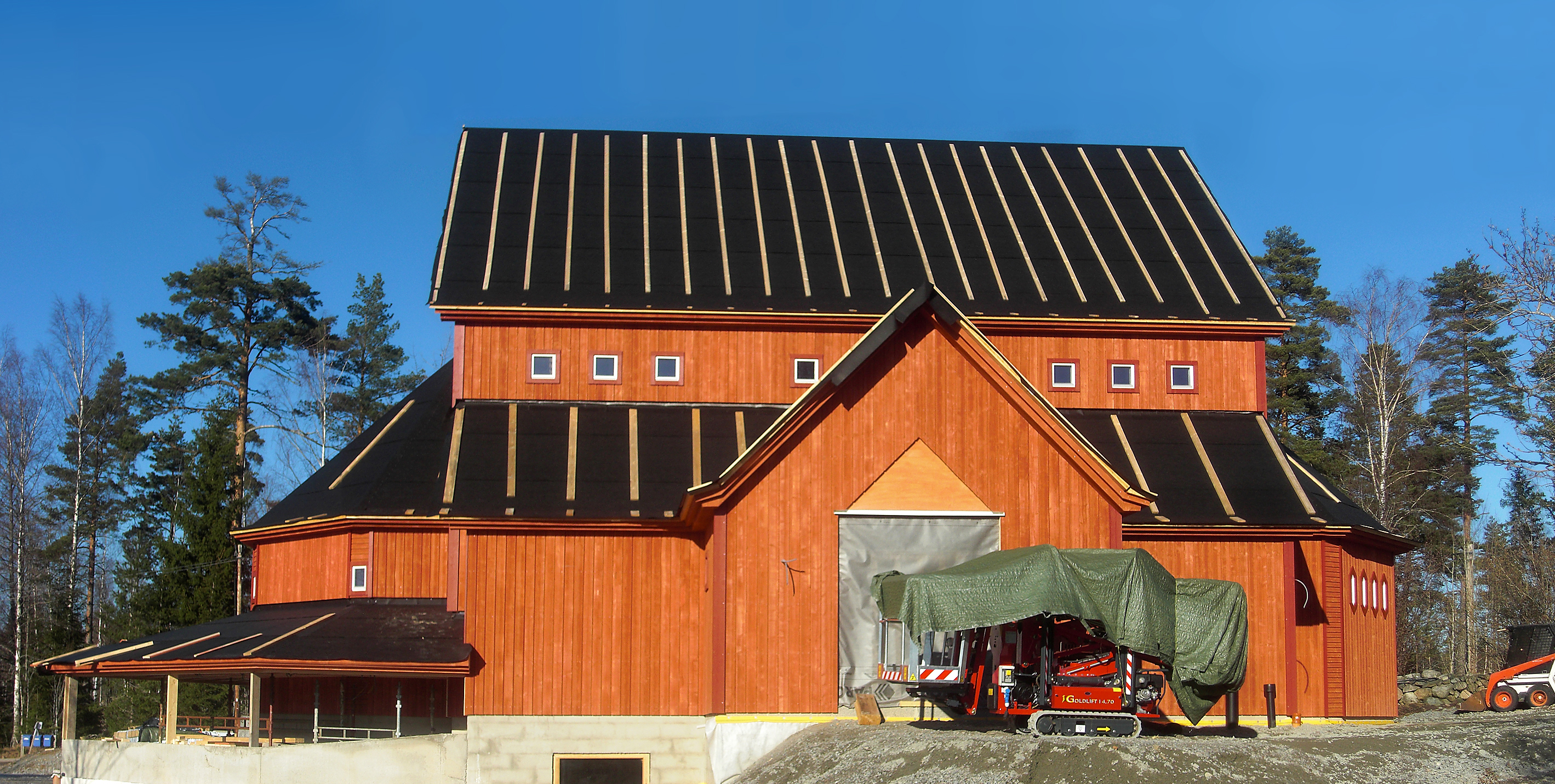
Kyrkan under byggnad 2012.
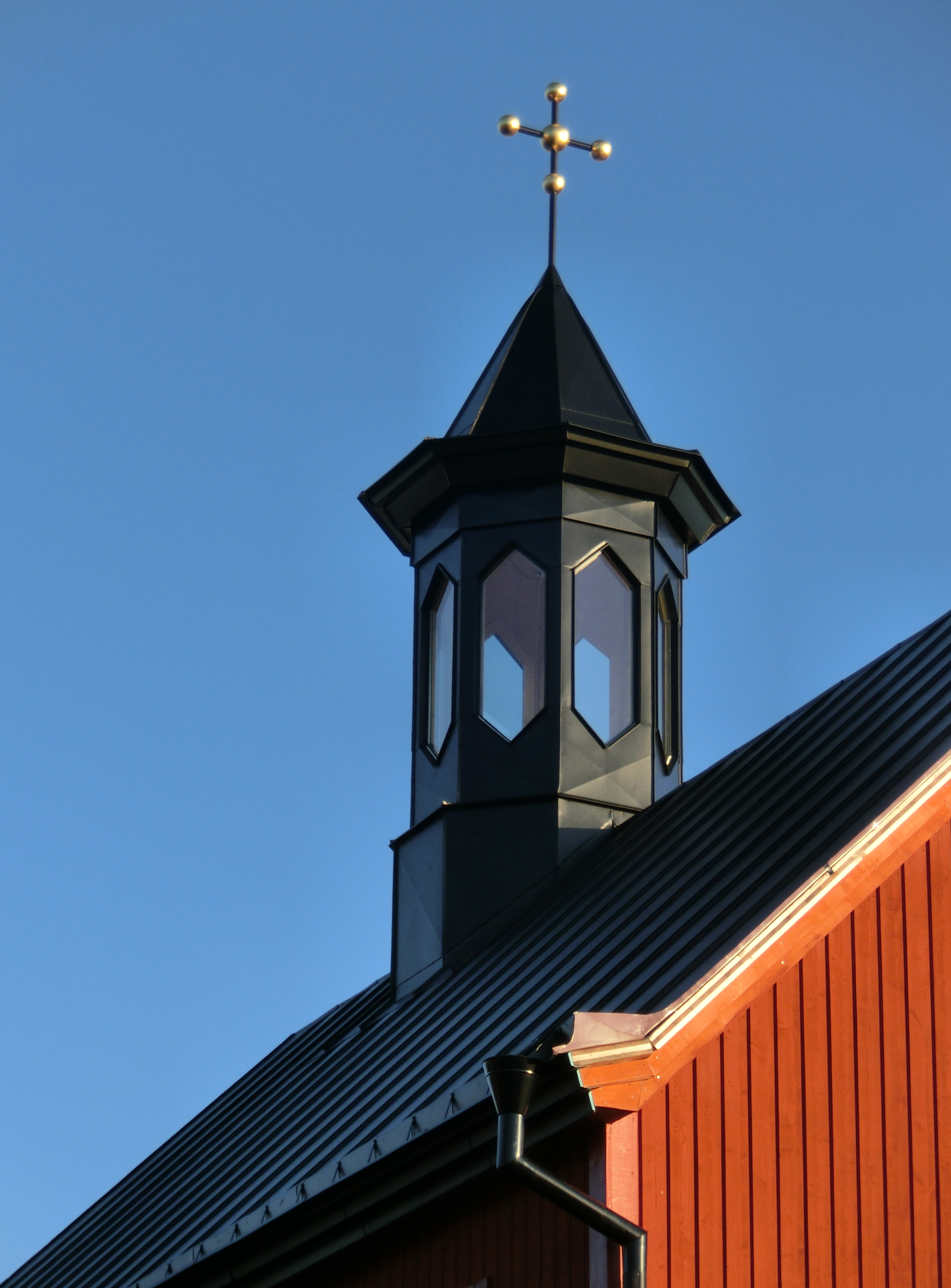
Exteriör detalj.
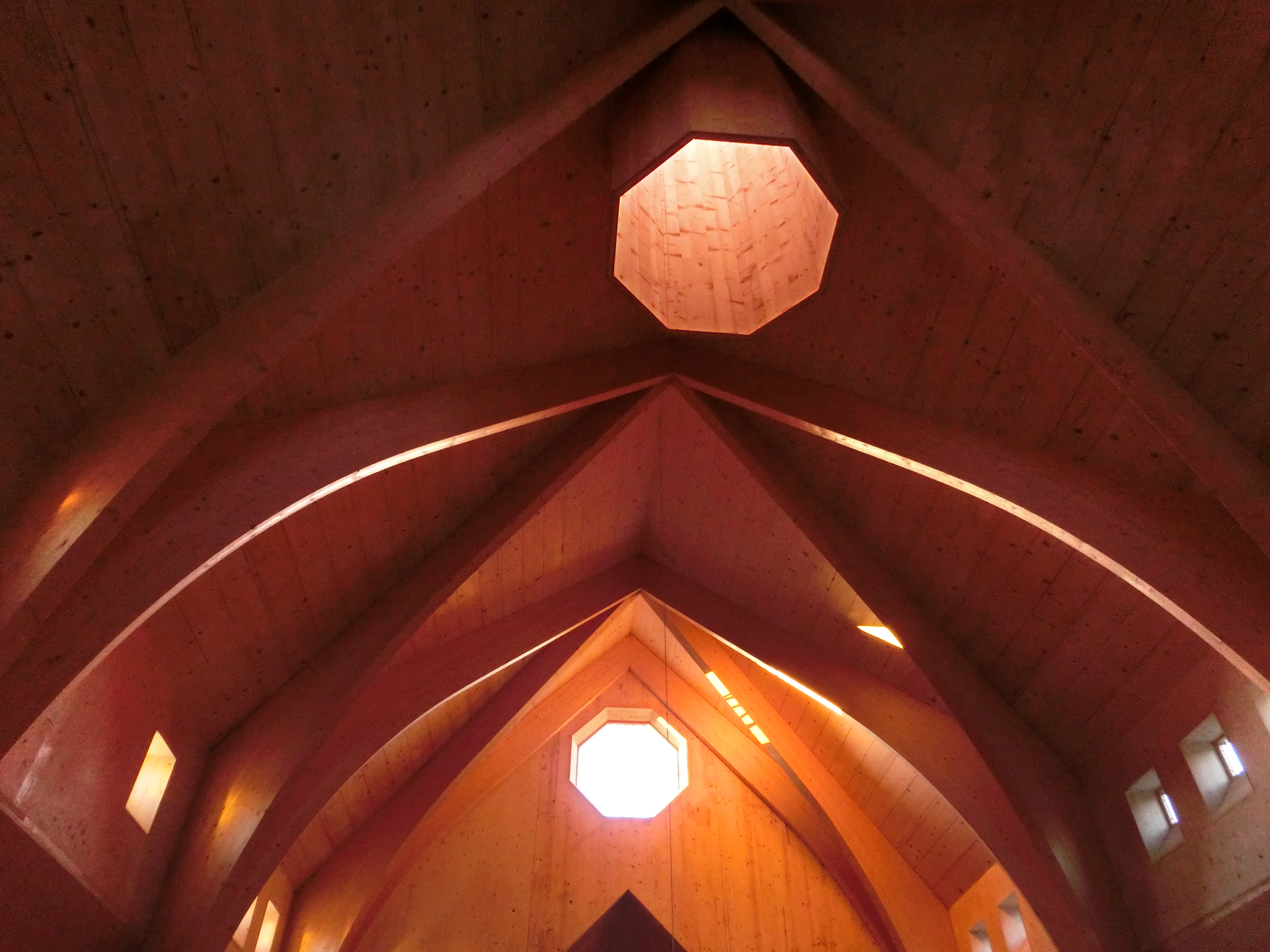
Interiör.